# コブラ (漫画)
『コブラ』（COBRA THE SPACE PIRATE）は、寺沢武一による日本の漫画、および作品に登場する主人公の名称。

## 概要
左腕に特殊な高性能光線銃「サイコガン」を付けた、一匹狼の宇宙海賊・コブラの活躍を、アメコミ風タッチで描く痛快SFアクション（スペースオペラ）。原型となる作品に『シグマ45』がある。
『週刊少年ジャンプ』（集英社）にて1978年45号から1984年48号にかけて、157回分が断続的に連載され、その後も『スーパージャンプ』に連載された後、同業他社であるメディアファクトリー社（MF社。現・KADOKAWA）のコミック雑誌・『コミックフラッパー』に移籍。以後も断続的にではあるが作品を継続している。2019年11月からはKADOKAWAのWEBコミックサイト「COMIC Hu」で最新エピソード『COBRA OVER THE RAINBOW』の連載が開始されている。単行本化されたエピソードは、たびたび版を変えて再発売されるロングセラーになっている。2018年4月時点で単行本の全世界累計発行部数は5000万部を突破している。

### 連載出版社の遍歴
※ 詳細は#沿革を参照。
ジャンプ系雑誌の発刊社である集英社で連載をしていた当時には同社から単行本が刊行されていた（現在集英社によるコミックは全て絶版）。コミックフラッパーに移籍後は発売元であるMF/KADOKAWA社からジャンプ時代のコミックスより「黒竜王」「ラグボール」「神の瞳」編などが完全版コミックスおよびフルカラー版となり発売。2014〜2015年には廉価版（いわゆるコンビニコミック版）が刊行された（なおMF/KADOKAWA社に移行後、英語表記が SPACE ADVENTURE COBRA から COBRA THE SPACE PIRATE となった）。また、eBookでほとんどのエピソードの購読が可能（#デジタル化も参照）。

### 作品長期展開について
本作は上述のとおり通年連載をしているわけではなく、各エピソードは様々な要因により休載されている時期も長い。例えばジャンプ時代は第2部「黒竜王」編（1981年）以降、同誌では珍しい描き溜めシステムが採られ、ある程度執筆が進んだ段階で連載再開→エピソード終了による連載休止が繰り返された。こうした形での連載となったのは、寺沢が癖の強い人物で、さらに作画に極めてこだわることから普通に描いていたのでは週刊連載が不可能であったためであり、当時の『ジャンプ』編集長であった西村繁男は自身がSF好きでスペースオペラ愛好家ということもあって西村は本作を「編集長枠」として扱うことで可能とした。ただ西村によると、せっかく人気が上昇してもすぐに中断になることから、休載期間があっても、予定どおりなかなかスムーズにいかなかったらしい。西村がジャンプの編集長を退任し、新たに『スーパージャンプ』を創刊し編集長に就任すると、寺沢も共に移籍した。寺沢の高齢化に伴う体調的な問題もあり、近年は「マジックドール」が完結した2006年から、最新エピソードである「OVER THE RAINBOW」連載開始までは13年近い空白期間があった。
また連載時と単行本ではエピソードが大きく修正されている事もしばしばある。一例として「黄金とダイヤ」編は連載時は黄金ではなく銀であり、劇中にコブラが用いるトリックも連載時は「銀は水銀に浮かぶ」が単行本では「金は水銀に沈む」を利用したものであった。
寺沢が2023年9月に没したため、「OVER THE RAINBOW」が完結するかは不明。

### 他メディア展開
1982年に長編アニメ映画化、翌年にはテレビアニメ化され、その後も数回アニメが作られ、漫画同様に人気を得た（詳細はアニメ版の項目参照）。
1989年にはテレビゲーム化、当時としては大容量のCD-ROMを用いている（詳細はコブラ (PCエンジン)を参照）。この他、いくつかのデジタル機器にてゲーム化されている（詳細は#ゲームの副節を参照）。
2010年9月にはフランス人アレクサンドル・アジャ（Alexandre Aja）監督による「コブラ」映画化の企画が進行しているとの報道が成された。しかし、その後は特に進展は見られない（詳細は#実写映画の副節を参照）。

## あらすじ
はるか未来、人類が自家用宇宙船で地球と外惑星との往来が可能となった時代。
地球の貿易会社に勤め、平凡な日々を過ごすサラリーマンのジョンソンは、退屈しのぎにT.M.株式会社のアミューズメントを体験する。脳に信号を与えて夢を見させるトリップ・ムービーの劇中に左腕にサイコガンを持つ海賊コブラが登場、波乱万丈のストーリーは最後にコブラが海賊ギルドに追われ賞金首となり姿を消したところで終わった。満足したジョンソンはT.M.社の担当に自分の夢で見たことを語ると共に礼を言うが、担当者は、ジョンソンが見た「夢」はプログラムしたトリップ・ムービーの内容とは異なっていると首を傾げる。
帰路についたジョンソンだが偶然の事故で夢の中に登場した海賊バイケンとそっくりな男と出会い、バイケンの名を口にしたため殺されかける。その瞬間、自分の左手が銃に化けて撃ち倒し、危機から逃れた。彼は、自分が本物のコブラであること、血生臭い過去から逃れるため記憶を消し顔を整形し、世間にはコブラは死んだと偽り、数年前から別の人生を送っていたことを思い出していく。しかしサイコガンを見せたことでギルドには顔が割れてしまった。
記憶と本能を呼び起こされた男は、相棒の女性型アーマロイド「レディ」と共に、スリリングで危険に満ちた人生に戻るため、宇宙へ飛び出していく。

## 沿革

### 週刊少年ジャンプ時代
- 増刊号読み切り（1977年）
  - 読み切りで2回掲載される。エピソードは週刊連載開始後にリメイクして再掲載された([サイコ・ガンの秘密][黄金の男])。設定、登場キャラクターは同じだが、ストーリー上は以降発表された作品と連続性がない（エピソードが週刊連載に吸収されたため）。
- 第1部：連載開始より「サラマンダー（シドの女神）」編まで（1978年 - 1980年）
  - ここまでのエピソードが『スペースコブラ』としてTVアニメ化（1982 - 1983年）。
- 第2部：「黒竜王」編（1981年）
  - 『黒竜王の伝説』としてゲーム化（1989年）。
- 第3部：「異次元レース」編（1981年）
- 第4部：「黄金の扉」などの中編（1982年）
  - うち「黄金とダイヤ」、「神の瞳」を除く5編が『COBRA THE ANIMATION』にてTVアニメ化（2010年）。
- 第5部：「6人の勇士」編（1983年）
- 第6部：「地獄の十字軍」編（1984年）：ここまでが週刊少年ジャンプ連載分。
  - ここまでのエピソードがジャンプ・コミックス（全18巻）、ジャンプ・コミックスデラックス（全10巻）に収録。
- リターンコブラ（1984年）：ジャンプ・コミックス版最終18巻に描き下ろしの短編。

### スーパージャンプ時代
- 聖なる騎士伝説（1986年 - 1988年）
  - B5判のジャンプ・コミックスデラックスとして刊行された。ここまでのエピソード（週刊少年ジャンプ時代を含む）が創美社愛蔵版（全12巻）、集英社文庫コミック版（全12巻）、完全版（MFコミックス全12巻）に収録されている。
- 「バラ」「魔法の船」（1988年）：短編
  - 画集「COBRA WONDER」に収録されたが、その他の単行本には未収録。
- ザ・サイコガン（1995年）：前後編2冊で刊行
  - 以降、ジャンプ・コミックスデラックス（B5判フルカラー、のちにブルーローズまでB6判のHANDY EDITIONが刊行）。
  - 『COBRA THE ANIMATION』にてOVA化（2008年）。寺沢自ら監督を務めた
- ギャラクシーナイツ（1996年）
  - 『COBRA THE ANIMATION』にてTVアニメ化（2010年）。
- タイムドライブ（1997年）
  - 『COBRA THE ANIMATION』にてOVA化（2009年）。
- ブルーローズ（1997年 - 1998年）
- マジックドール（2000年 - 2002年中断）
  - スーパージャンプにて連載されるが、寺沢の脳腫瘍治療による体調不良（左半身麻痺）により6話で中断。2002年に連載が再開されるが、9話目で再度中断した。ジャンプ・コミックスデラックスでは前編のみ刊行された。2004年には別作品である『GUNDRAGON II』が連載される。

### コミックフラッパー時代
- マジックドール（2005年 - 2006年）
  - 2005年5月号より第1話より再掲載され連載再開。全16話の予定を1話延長し、2006年9月号で完結した。前後編の2冊がMFコミックスより刊行。

### COMIC Hu時代
- COBRA OVER THE RAINBOW（2019年 - ）
  - #概要に記したとおりの経緯で開始。Webコミック雑誌にてコブラの完全描きおろし新作が連載される初の事例。ストーリーはジャンプ時代の最終連載エピソードである第6部「地獄の十字軍」編の後日談的な内容となっている。
  - 第6話まで公開されたが、その後2023年に作者の寺沢が死去したため、今後の展開については未定となっている。

## デジタル化
作者の寺沢武一は漫画執筆にパソコンを取り入れた先駆けであり、ネット配信などデジタルコンテンツとしての販売も積極的に進められている。
- 1989年、1991年のPCエンジン用ゲーム『コブラ』『コブラ II』に脚本・原画と積極的に参加。
- 1995年の「ザ・サイコガン」よりフルカラーのデジタルマンガに移行。
- 1996年、旧エピソードをデジタル彩色したものをリリース開始。
- 1998年に「ザ・サイコガン」、1999年に「ギャラクシーナイツ」（ボイスあり）がプレイステーションコミックとして発売。
- 2001年、携帯電話、PDA用DLコンテンツ配信開始。
- 2003年、eBook配信開始。
- 2007年、コブラ30周年を記念して単行本未収録作品「バラ」「魔法の船」を公式ページで無料公開開始。
- 2010年、iPhone用コンテンツ配信開始。
- 2019年、Webコミック『COBRA OVER THE RAINBOW』連載開始。

## 登場人物
スター・システムを採用しているため、外見は同一でも名前や設定が異なるキャラクターが多数登場している。また、本作に登場する女性キャラクターは肉感的かつセクシーな衣装を着ている者が多い。こうした衣装のモデルなどについて、原作者の寺沢は小学校の時に見たSF映画『バーバレラ』のファッションが斬新かつ印象的だったことを語っている。なお、この映画に登場するバーバレラ役のジェーン・フォンダは、ロイヤル三姉妹の長女のジェーン・ロイヤルのモデルでもある。

## 用語
トリップ・ムービー
コブラの時代における、科学技術を利用した娯楽の1つ。現代の映画やアトラクションのような娯楽に相当するものらしい。ジョンソンとして生活していたコブラと、メイドロボットに扮していたレディとの会話ではそれなりに値段が掛かるようだが、テレビ版でのレディ（メイドロボット扮装時）の弁によれば「お値段手ごろ」とのこと。T・M株式会社（TRIP MOVIE CORPORATION）が運営する娯楽施設内で、自分の望む夢を見ることができる。
施設の中に入ると美人の案内係が入場客の見たい夢のコースを聞いてくれる。そして希望の夢を見るための装置が設置されている個室に案内されると、ガラスのフードに覆われた床の上に寝かせられ、入場者の要望に適うように宇宙活劇や恋愛もの、スパイもの等、入場者の見たい夢の内容が入っているカートリッジ状のトリップ・カードを構成し、夢を見せる装置にかけると入場者は電子的に見たい夢を見られるように意識を誘導させられる。
案内係の説明によれば、トリップ・カードで大脳古皮質を刺激して入場した客の夢、すなわち願望を潜在意識の中から引き出すもので、体験している当人には夢ではなく、実際に体験しているように感じるとのことである。超最先端のバーチャルリアリティ（仮想現実）技術を利用して、あたかも映画やドラマの主人公のような活躍を実体験しているような気分になれる装置である。
3年前（TV版では5年前）より以前の記憶を消してサラリーマンのジョンソンとして生活していたコブラが、退屈な日常生活に飽き飽きしていたところロボットのような外見のアンドロイドのメイドの格好をしていたレディの提案でこの装置を利用。しかし装置を使用した結果、夢を見る代わりに封じていた彼の過去の記憶が呼び覚まされてしまい、伝説の宇宙海賊・コブラとして海賊業を再開するきっかけを作った。
海賊ギルド
様々な犯罪組織を抱える巨大組織で宇宙海賊に代表される犯罪組織のギルドである。利益確保のためなら手段を選ばない凶悪さから、一匹狼で正統派の海賊であるコブラを含めて嫌っている人間は多い。その一方、組織の規模の大きさから、メンバーであることは裏社会におけるある種のステータスでもある。

最終兵器
古代火星人が作り出した兵器。その正体は目のついた卵型の緑色の石であり、目が視認した兵器の能力をコピーして取り込むもの。どんな兵器で対抗しようにも破壊不能な強度を持ち、しかも兵器の能力を目で見ただけで全てコピーし進化してしまうため、理論上能力の上限がなく、最終的には全ての兵器を凌駕する文字通りの「最終兵器」となる。ただし兵器の能力をコピーして次の姿に変貌するまでに10秒ほど時間が掛かる欠点やサンドラの性格を見抜いたコブラの作戦により使用者のサンドラが殺害されたため、元の卵の形に戻り、砂漠に投げ捨てられた。
銀河パトロール
銀河系全域の治安維持を司る国際機関。警察と軍隊を合わせたような組織で、階級制度は軍隊と同じ。平時は警察的な職務に励むが非常時には大規模な艦隊を動かすこともある。あらゆる惑星・国家に対して捜査権を有しているが、例外として「ラグ・ボール」編に登場するラル星のランド競技場のように、銀河パトロールの勢力圏外で治外法権となっている区域も存在する。
コブラはお尋ね者である以上、銀河パトロールは煩わしい存在だが、「ラグボール」編のように協力する場合もある。銀河パトロール隊員のドミニクやシークレットとの縁と、海賊ギルドが絡んでいることが理由である。「黄金の扉」編におけるコブラ本人の言を借りれば、「パトロールは嫌いだが、ギルドはもっと嫌い」とのこと。
正統派の宇宙海賊
コブラのポリシーを表した言葉。「無益な殺生はしない」、「貧乏人から搾取しない」といった義賊の禁忌に遵うアウトローのこと。「6人の勇士」編に登場する海賊船団「氷の牙」を率いるドブスンも、それを体現している1人。
財宝を狙う際は金銭的価値を重視し、劇中でも「6人の勇士」編冒頭でシルバー・ストーンに関するレディとの会話で、光明神の伝説云々より「何百万ドルで売れるか」と語っている。逆に、「三姉妹（刺青の女）」、「地獄の十字軍」編における「最終兵器」、「光りの谷」といった負の要素をもつ物は、金銭的価値の大小に関係なく放置、場合によっては破壊する。
また、正統派の宇宙海賊から見て許されない行動を取った者は率先して殺しにかかる（「マジックドール編」のバルガスは仲間を売ったことでコブラに殺される理由がある）。
クレジット
劇中での通貨。ジョンソンとして働いていたコブラの給料と、初期エピソード「三姉妹（刺青の女）」編でのネルソン・ロイヤルの財宝の総額がこの通貨で表されているが、それ以外は特に登場していない。この時代でも依然として基軸通貨はドルのようで、物の価値やら賞金首の値段やらで出ている。他に共通通貨として銀河紙幣「レンゼ」も（TV版ではレンゼの代わりにクレジットが再び用いられている）。
劇場版アニメ『コブラ SPACE ADVENTURE』では「ビート」という単位が使用されている。TV版『スペースコブラ』6話でも、コブラに懸けられた賞金の総額をこれで表している。
ロド麻薬
「ヘロイン以上の中毒性」を有する麻薬で、その効果はコブラ曰く「20倍」。ロド鉱石を精製して作られる。「地底の客」編で初登場。依存性が強い上に精神崩壊を経て最終的には廃人化する危険な麻薬。摂取量が少ない場合、運動機能や思考機能にあまり障害は出ないが、過剰に摂取した場合は死亡する。海賊ギルドの収入源として重宝されている。
ラグ・ボール
野球とアメフトを一緒にしたスポーツ。詳しくはラグ・ボールを参照。
ロド麻薬の密売ルートを探るため、銀河パトロール隊員・ドミニクからの依頼でコブラはラグ・ボールの選手、ジョー・ギリアンとしてランド競技場をホームグラウンドにしているレッド・サクソンズに入団した。
異次元空間
様々な特徴を持つ別世界として描かれたり、物理的に通行不可能な場所同士を通行するワープ通路として描かれる。
異次元レース
大手自動車メーカーGRモータースの主催する、異次元空間に移動して行われるレース。コブラが隠れ家兼財宝の保管場所としていた惑星が、このレースの景品にされたことがきっかけで、コブラは惑星確保のためレースに参加する。ところが、企業スパイのジェイソンがレース妨害のために異次元転送装置「ウサギ」を暴走させたことでコブラは異次元世界を彷徨うことになった。
ウサギ
GRモータースが開発した異次元転送装置。二つの長い耳の付いた「ウサギ」の頭のような形をしている。異次元空間へ行くには、4桁のナンバーを入力する仕組み。「異次元レース」では本来、ウサギをX-03世界に転送してから追尾装置を付けた出場者達が遅れて転送され、追尾装置を頼りにウサギを見つけた上で確保し、000のナンバーを入力して元の世界に戻ることになっていた。しかし、ジェイソンの起こした騒動によってウサギは全く別の世界への道を開くことに。
ヘル・クルセイダース（地獄の十字軍）
「地獄の十字軍」編で登場する外人部隊。十字軍の名前通り、十字架を部隊章としている。依頼次第でどのような戦いにも参加し、勝利のために手段を選ばぬ冷酷な存在。入隊に際しては完全実力主義で、過去の経歴は一切問われない。しかし、自分に降りかかる火の粉を自力で払えないような者は必要とはされず、入隊試験で実力の無い者を殺して「落第させる」ことすら辞さない。傭兵部隊だけに兵卒・下士官の服装は自由だが、将校や一部の部隊は制服や戦闘服など軍人らしい服装をしている。
サウンド・ウェーブ・ボンバー（起振爆弾発射砲）
「ザ・サイコガン」編にてユートピアが化石虫を捕獲するために用意した装置。強力な音波を射出することで人工地震を引き起こす。これによって、化石虫が寄生している砂クジラが地中から出てくる。ユートピアのブーツに備えられている他、彼女の助手エルザが使用したハンマー型のものもある。なお、学術目的で開発されたものだが、兵器としての殺傷力もある。

## 作中に登場する武器類
ここでは、主に個人携帯用の兵器を中心に解説する。コブラの使用武器・サイコガンおよびパイソン77マグナムの詳細は、コブラ (架空の人物)#使用武器を参照。
光線銃（レイガン・レーザーガン）
個人携帯小火器のスタンダード。レイガン・レーザーガンは高熱を伴う光エネルギーをビームとして発射する。実弾火器に比べて発砲時の反動が小さい、弾数が多い等の理由で海賊ギルド・銀河パトロールなど多方面で幅を利かせている。サイコガンも一応この部類に入るが、精神力を高熱を伴う光エネルギーに変換しビームとして発射するもののため、光線銃としては非常に特殊なものである。クリスタル・ボーイなどの特殊な相手には効果が無いが、「6人の勇士」編ではコブラがボーイを倒すための「裏技」を披露して倒した。
初期エピソード「刺青の女編」では、「大気中では減衰する」というレーザーの特性を意識した弱点として「歪んだ大気の中ではレーザー光線は直進できない」というものがあったが、その後のエピソードではこの設定は特に反映されていない。
実弾銃
コブラ第2の愛銃パイソン77マグナムを含めた、実体弾を発射する銃。現在の銃器類である。時代遅れの代物ではあるものの、対光学兵器に特化した防御に対してはその物理的な破壊力が有効な場面も多い。単純な殺傷・破壊兵器である光線銃と異なり、多種多様な弾丸を発射できるため「地獄の十字軍」編のゲッペル少佐や「ギャラクシーナイツ」編のクイーンなどが愛用している。また、地域や勢力によっては光線銃に比べてこちらがポピュラーな場合もある。
短針銃（ニードルガン）
針を弾体として射出する銃で、劇中では「2人の軍曹」編のシエラが使用。戦闘ではレイガンの方が威力が大きいということもあり、コブラの弁によれば珍しい銃とのことである。
ブラスター（熱線銃）
光学兵器の一種。『スター・ウォーズ』などで光エネルギーのボルトを発射するという形で描写されているため、先述の光線銃と混同されがちだが、こちらは熱エネルギーをビームとして発射する。レイガン・レーザーガンの場合、光が主で熱が従なのに対し、ブラスターは熱が主で光が従となる。劇中ではレイガンに比べて火力は強力だが、反動や消費エネルギーが大きい模様。そのため、個人携帯小火器としては使い勝手が悪くむしろ他分野で使用される兵器として描かれている。タートル号のスーパーブラスターがその例。ただし、「シドの女神（サラマンダー）」編のドーベルは、体をサイボーグ化した状態で右腕に連射ブラスターを装着しており、「地獄の十字軍」終盤ではサイボーグのアイアン・ブル軍曹がタートル号のスーパーブラスター用の弾帯を右腕のハンドキャノンに装着して使用する場面がある。
ハンタースネイク
蛇型のロボットを使用した、暗殺用兵器。これは相手の体内に侵入して内臓を食い荒らすというものである。「刺青の女編」でターベージに操られたジェーンがコブラ暗殺に使用したほか、「地獄の十字軍」編ではブラックソード・ゼロが使用した。なお現実の世界でも蛇型ロボットの開発は行われているが、劇中に見られるような兵器としてではなく、災害救助や事故調査などで人間が入れないわずかな隙間から侵入して内部の様子を偵察する用途を想定している。

## 登場種族・生物
地球人
地球出身の人類。コブラは生粋の地球人であり、他に「ラグボール」編のザック・シモンや「神の瞳」編の不知火鉄心、ゆう子父子が該当。また、ロイヤル三姉妹は長女ジェーンがコブラと初遭遇した際、倒した賞金首の代金振込先を地球の口座にするよう発言していることからして、地球人と推測される。
金星人
金星出身の人類。美の女神・ビーナスに由来する惑星ということもあってか美人が多くいることで有名。これはE・E・スミスやエドガー・ライス・バローズなどのSF作品描写に倣ったと見られる。ジョンソンとして過去の自分の活躍をトリップ・ムービーで見たコブラは、金星の女性達を「水蜜桃のように甘い」と評している。「サイコガンの秘密」編に登場するビビとその姉、「神の瞳」編に登場するマダム・ドローレが該当する。また、「異次元レース」編序盤で登場するモデル、ミランダ・ショーもコブラとの会話で金星出身を匂わせる発言をした。TV版では架空の星系・惑星に変更されており、「水蜜桃のような美女」は第二白鳥星雲、ビビと姉はメビウス星の住人となっている。
木星人
木星出身の人類。怪力だが悲観主義者。ゾウのような口吻を持つ。「ソード人の秘密」編にて、1人の木星人の男がコブラと一緒にサンド・ルーク艦内の牢獄に入れられるが、彼の力をもってしてもビクともしない鉄格子をコブラはあっさりねじ曲げて脱走してしまった。
ソラリス人
人間に近い外観だが、両目のみ上下に2つ並んだ計4つの目を持つ異星人。「ラグ・ボール」編のダン・ブラッドや「6人の勇士」編のバルドウ将軍、「ザ・サイコガン」編のレッドボーンなどが該当。レッド・サクソンズのユニフォームを身に着けていたダン・ブラッドを除き、古代ギリシャやローマの男性に似た服装をしている。
ダック人
その名の通り、ダック（アヒル）の姿をした小柄な種族。「三姉妹（刺青の女）」編のダック、「2人の軍曹」編のダック、「ザ・サイコガン」編のダック、カイ、プーシンなどが該当。
ドナルド星人
ドナルド星出身の、鳥のような顔が特徴の種族。地球人に比べて若干小柄な体格で、身体能力ではパワーよりスピード方面に秀でている。「ラグ・ボール」編のクラーク一族であるゲック・サンダ・ガイラの三兄弟、「地獄の十字軍」編のザッパや、「ギャラクシーナイツ」編のジャックなどが該当。
名前の由来はドナルドダックから。
ソード人
「ソード人の秘密」編にて登場する、惑星ザドスの原住異星人。一見すると甲冑と剣を纏った人間だが、実は剣が本体であり、それ以外の部位は念動力で動いている。剣には顔があり、人間との会話も可能。剣を獲物に突き刺すことで生命エネルギーを吸収する狩猟民族だが、人間のような知的生命体を獲物にしてはいけないという掟がある。
古代火星人
かつて火星を拠点に高度な文明を築き上げた異星人。レディやブラックソード・ゼロの肉体を構成するライブメタルや、「三姉妹（刺青の女）」編で登場するネルソン・ロイヤルの遺産である最終兵器を生み出した。地球ではモアイと呼ばれている。ナスカの地上絵も関係していた。
「地獄の十字軍」編ではかつて人口増加によって死に瀕していたエルラゴ星を人口抑制のためルビーを生命の源とした。これによって生まれてくる方法は「生命の樹」でしか生まれない。なお、人口抑制を管理している場所はエルラゴ星の小の月（エルラゴ星人曰く「光の谷」）。
だが、ルビーが原因でエルラゴ星では戦争が発生した。コブラがムーンレンズを小の月にはめたことで小の月は消滅し、ルビーをめぐる争いは無くなった。
メガラ人
亀のような甲羅を持った種族。「2人の軍曹」編に登場する、モートン二等兵が該当する。その甲羅の重さからか、一度ひっくり返ると自分で起き上がることができない。
名前はガメラから。
雪クジラ
その名の通り、雪原地帯に生息するクジラ。初出は「シドの女神（サラマンダー）」編だが、この時は名前が挙がるだけで、ネプチューラ星の北極地帯に生息する生物という設定止まりだった。その後、「異次元レース」編の3番目の世界においてその姿を披露。牛のごとく牧場で飼われており、大きさも牛と同じくらいである。また、現実のクジラ同様、雪の中に潜っている状態から潮ならぬ雪を吹き上げる。
穴居人
「黄金の扉」編で登場する火星出身の種族。その名の通り光の届かぬ地下を生活圏にしている種族であり、暗闇の中で優れた視覚を発揮するので遺跡発掘等に重宝する。その反面、光のある地上は彼らにとって眩し過ぎるため、光を遮断するバイザー付きヘルメットを着用しなければならない。なお、劇中でコブラやシークレットの前に姿を現した穴居人はブラックボーンの部下が変装した偽者であり、本物は既に全員殺されていた。
バッファロー
本来なら牛の一種だが、ここでは「黄金とダイヤ」編の舞台であるダスト惑星のアスファルト・ヒルに生息するものを指す。硬く平らな地面に適応進化した結果、タイヤのように体を丸めて走ることが可能。
「ザ・サイコガン」編では火星の荒野に全く同じ外見のバッファローが生息している。
ランドマスター
アスファルト・ヒルの原住種族。上半身は人間と変わらないが、足はアスファルト・ヒルを高速で走れるようタイヤに進化しており、普通の人間と比較して速く走れる。彼等は獰猛で自分の土地に足を踏み入れる者に対しては武器を手に襲い掛かってくるが、反面ヤズプーの神を信仰する信心深い面もあり、本来は他種族とは無闇に争わない。また、敵が銃を手にした軍人の類であっても決して女性を殺さないという掟を持つ（ただし、捕まえて一生奴隷にする）。
エルラゴ星人
「地獄の十字軍」編の舞台となるエルラゴ星の人間。いくつもの種族がそれぞれに都市国家を築き、後述するパウ族やポル族等の例外を除いてお互いに争いを繰り広げている。ただし、どの種族も共通して女性は皆額にルビーを生まれながらに有しており、成長と共にルビーも大きくなる。ゴールドマンの言を借りれば「あたかも真珠貝が体の中で真珠を育てるよう」とのこと。このルビーは額の皮膚に覆われていて直接目にすることはできないが、処女を失うと同時にルビーは額の表面に現れる。オフェーリアも劇中でコブラと一夜を共にした後、額にルビーが現れたため、コブラはレディからそれを詮索された。
もう1つの共通点は、子供が母胎ではなく大木「生命の樹」から誕生すること。生命の樹が光る時、その根元で光の塊が発生しそこから子供が生まれる。オフェーリアいわく「誕生の儀式」。なお、生まれた子供は種族全体が育てるため、老若男女の概念はあっても父母の概念は無い。
メドゥサ族
「地獄の十字軍」編にて、ヘル・クルセイダースやエルラゴ星の各種族と対立している種族。この種族の女は肉体が死亡しても首さえ無事ならば新たな肉体を得ることで再生する、オフェーリアいわく「彷徨える首の種族」。肉体再生の際、確保する首から下からの肉体はある程度健康ならば男女どちらでもかまわない。男性にこの能力はないが、劇中で男性の司令官が登場しているのを見る限り、性別ではなく知能や実績を重視する実力主義が基本の模様。ボウガン型の光線銃や砂漠潜水艦サンドウルフを用いるなど、技術力は高い。
パウ族
エルラゴ星においては中立国を構成する穏健派の種族。外見は女性の額のルビーを除けば、人間と変わらない。能力的にも同様。パウ族の土地は砂漠地帯のため、砂上サーフィンを楽しむサーファーがいる。
ブラギュ族
カエルを大きくしたような外観の種族。舌の先端部は小さな口となっており、好物の人間の脳ミソを吸い出す。
ズル族
二足歩行するブタのごとき外観の種族。ズル族の戦士は皆アメフトのヘルメットやプロテクターそのままの装備を身に付けており、肉弾戦ではアメフトそのままの攻撃を仕掛ける。
ポル族
顔立ちは人間にそっくりだが、長い耳が特徴の友好的な種族。彼らの土地には伝説の聖地「光の谷」に通じる入り口「バブ・イルの塔」があり、そのためポル族の長老は「光の谷」の真実を知っていた。
この他にハグロ族という種族が存在する模様。また、種族名は不明だがメドゥサ族を信奉する種族が劇中で登場している。

化石虫
「ザ・サイコガン」編に登場する巨大な巻貝で、コブラ曰く「デンデン虫のお化け」。火星に生息する砂クジラの体内に寄生している。貝殻が年輪となっており、その大きさと数から年齢を測定することができる。これにより、調査に当たっていた科学者のユートピアが捕獲した化石虫の寿命は32億7560万年であることが判明している。また、その貝殻に刻まれた模様は古代火星文字であり、宇宙の歴史が記されている。その中に記されている最も古い歴史「宇宙誕生の秘密」を解き明かすべく、ユートピアが解読を試みていた。
砂クジラ
火星の砂漠に生息するクジラ。クジラ同様に巨大で、水の中を泳ぐように空を飛ぶことができる。
シバ一族
カオス兵に滅ぼされたシバ大国を統治していたシバの大王の一族。20年後、怪我と妻・家臣を殺されたショックで記憶喪失に陥った大王がキングと呼ばれて義勇兵「スペードナイツ」の一員としてシバ城に戻り、なおかつ失われていた記憶を取り戻してカオス兵がコブラにより一掃されたので大王による統治が再開される。
カオス兵
「ギャラクシーナイツ」編で登場する種族。女王蜂と兵士の関係のようなカオス王を頂点とする精神生命体で、カオス兵はカオス王の意思の元に動いており、人間のような欲望は本来持ちえない。また、彼等は母星以外では自らの精神を入れた精神保存球を常に回転させなければならず、人の姿を模した器で人間に偽装しても保存球を回転させるための潤滑オイルの匂いで正体がバレてしまう。そのため、クイーンは力強く官能的とコブラが評したジャン・ポール・ギャランの香水「パリュール」を使用している。
ロッグ人
「ギャラクシーナイツ」編で登場する、川や水辺を生活圏とする種族。カエルをそのまま大きくした外観で、独自の言語を話す。劇中で登場するのはカオス軍に抵抗するパルチザンの戦士であり、彼等は全員背中に砲塔を背負い、体には認識番号と思しき3桁の数字がペイントされている。シバ城を目指す「スペードナイツ」に妖精族のエリスが同行していたことから情報を提供し、なおかつ、窮地に陥った彼らを援護した。コミュニケーションが可能なのはエリスだけだが、捕らわれたエリスを救おうと暴走したキングを追ったコブラが追ってくれと頼んだら快く応じてくれた。そのため、言葉は通じないものの意思の疎通は可能である。
名前はカエルの英語訳「フロッグ」から。

## 舞台
地球
太陽系の第3惑星。コブラの時代では数々の惑星との交流が盛んだが、部分的に旧時代の要素も残っている。「ザ・サイコガン」編の星条旗がその1つ。また、ネズミをモチーフとした有名キャラクターを主役とする遊園地も健在らしい。
ニューヨーク
地球有数の大都市。コブラのセリフに頻繁に登場する他、「地獄の十字軍」編序盤ではニューヨーク沖の豪華客船が、そして「ザ・サイコガン」編前半ではニューヨーク市街が舞台となった。「ザ・サイコガン」編では星条旗もちょっとした役割を果たす。
エーゲ海
「サイコガンの秘密」編中盤から終盤の舞台。奴隷商人のジゴバはエーゲ海の島に基地を築き、奴隷の保管場所としていた他コピーサイコガンの製造を行っていた。コブラの性格から必ずここにやって来ると踏んだジゴバは、コピーサイコガンを装備した部下達を配して待ち構えていた。
バミューダ海域
「異次元レース」編序盤の舞台。大手自動車メーカーGRモータースによって異次元世界への入り口であることが判明し、マッシュ教授設計による「異次元トンネル」が建設された。レースに際してはコブラを含めた総勢500人の出場者とレースカーが集結している。
「異次元トンネル」の所在地にしてレースの出発点である海上基地は、映画『007 私を愛したスパイ』に登場する悪役、海運王カール・ストロンバーグの基地アトランティスに似たデザインとなっている。
日本
「神の瞳」編中盤の舞台。ハリウッド映画などに見られる、日本人から見ると奇異に映る「外国人のニッポン像」を漫画に置き換えたような描写となっている。サイコガンを失ったコブラは2代目のサイコガンを手に入れるべく、製作者・不知火鉄心の娘であるゆう子のいる日本を訪れた。

バレンタイ星域
銀河系の辺境星域。大小合わせて3万もの惑星が存在する。「シドの女神（サラマンダー）」編にてコブラはこの星域にサラマンダーの基地があるという情報を得た上で、ドグ・サバラス、パンプキン、バットと協力して基地を探す作戦を考える。しかし、パンプキンとバットの周囲にサラマンダーの罠が張り巡らされていたため、ギルドのカジノステーションでの会合にサラマンダーが出席するのを待ち構える作戦に切り替えた。ところが、倒したサラマンダーが影武者だったため、コブラは改めてバレンタイ星域に足を踏み込むことに。
エルラド教国
バレンタイ星域にある宗教国家で、キリスト教会と並んで大勢の信者を抱えるエルラド教会の総本山。3年前に首長を務めていたサドロン・ジュドがサラマンダーに暗殺され、以来その影ではサラマンダーが海賊ギルドをまとめるのに不可欠な連絡網が構築され、教団にも信者や幹部の皮を被ったサラマンダーの部下が大勢入り込んでいた。サドロンの死後はその娘のミラールを首長として祀り上げていたが、TV版では劇中の少し前にミラールも急死しており、拉致したドミニクの記憶を改変してミラールの代役に仕立てていた。

金星
太陽系の第2惑星。「黄金の扉」編序盤の舞台。コブラとシークレットが初めて出会った場所でもある。この他、「黄金の男」編では金星政府が地球政府に金塊を譲与したり、「地獄の十字軍」編では贅沢暮らしをしているロム王国の王族が登場したりと裕福に見えるが、そのロム王国では革命を狙う反政府ゲリラと内戦に陥っているという、政治的に不安定な部分もある。
ガロン星
「黄金の扉」編中盤から終盤までの舞台。地球の60倍のサイズを持つ星。これまでは太陽の周囲を楕円軌道で回る彗星だと考えられていたが、トポロ教授の調査により、人工の星で、かつて繁栄を極めた古代ガロン人が作り上げた巨大な宇宙船であることが判明した。不死の女王シバによって制御され、何千年もの間「黄金郷」を探して宇宙を彷徨っていたが、細菌戦争による古代ガロン人の滅亡と女王シバの死によって推進力を失い、太陽の周りを楕円軌道を描いて回る彗星と化した。
映画版ではミロス星にこの設定が当てられ、新女王候補であるロイヤル三姉妹（映画ではフラワー三姉妹）が推進器を制御するはずだったがギルドの悪事に利用される。
地下宮殿
トポロ教授が発掘した古代遺跡。古代ガロン人の宮殿で、中の水路にはかつて古代ガロン人と共存していた人面魚族が生息している。この宮殿の奥に、ガロン星を動かす推進器に通じ、「黄金の鍵」を持つ女王シバだけが通ることのできる「黄金の扉」がある。しかし実は黄金の鍵はダミーであり、本当の鍵とは女王シバの体である。シバ亡き現在でも、彼女と同じ宇宙一級のプロポーションを持つ女性がいれば扉を開く事が可能。
地下都市
約3000年前に細菌兵器で大打撃を受けた古代ガロン人が地表から地下へと避難し、推進器のある地下発電所のさらに下層に建設した都市。古代ガロン人の末裔が暮らし、複数のブロックに分かれている。
地下発電所
ガロン星を動かす推進器の本体と制御装置がある場所。現在では推進器は動いておらず、地下都市への電力供給源でしかなかったが、「黄金の扉」編より1カ月前、突如として推進器が動き出し、ガロン星を太陽との衝突コースに乗せてしまった。

エスカープ王国
「聖なる騎士伝説」編の舞台となる国。かつては7つの国に分かれて内乱を繰り広げていたが、グルフォルム大王の手によって内乱は治められ、大帝国として統一された。しかし、魔界より現れた3人の鬼の手によって危機的状況に陥っている。
聖地
エスカープ王国辺境に位置する雪原地帯。ジハドより20歳を迎えた時に聖地に天より救世主が現れるという予言を受けていたエスメラルダが、現地に生息する生き物の研究をしながら小屋で暮らしていたが、スカルヘッドにより旅客機より落とされたコブラを発見し、救世主こと「伝説の騎士」と思い保護する。
シー・バラヤン
聖地より程近い町で、雪原地帯に近いながらも気候は温暖で街中にはビーチリゾートがある。エスメラルダが帰還するのに用意していた空中船が停泊しており、コブラはここよりエスメラルダと共に首都サンドリアのスカイキープ城へと向かう。
サンドリア
エスカープ王国の首都。3人の鬼がやって来て以来荒廃を続け、街中では鬼達の兵同士で殺し合いが起こるのも珍しくない。町を縦断する街路の東に青竜鬼の塔、街路の西に白虎鬼の塔、そして町の北に玄武鬼の塔が存在する。
スカイキープ城
エスカープ王家の城で、その名の通りサンドリアの上空に浮かぶ空中城。多くの衛兵によって守られており、サンドリアが荒廃してからは多くの住民が避難しているが、青竜鬼の念による攻撃もあって決して安全な場所ではない。
青竜鬼の塔
青竜鬼の本拠地。門の奥の異世界には東洋風の巨大な城があり、城内には忍者のごとき姿をした兵や、鬼の面を被った侍女（もしくは女性戦闘要員）が詰めている。コブラが最初に訪れる塔でもある。
白虎鬼の塔
白虎鬼の本拠地。門の奥の異世界には森が広がり、古代遺跡を思わせる外観の塔が立っている。この中では白虎鬼の意向により昼夜終わらぬ酒宴が催され、尽きることの無い美酒や贅を尽くした料理、鳴り止まぬ音楽の調べに満ち溢れている。
玄武鬼の塔
玄武鬼の本拠地。門の奥の異世界には首長竜のごとき容貌の塔と、巨象のごとき容貌の「巨象の塔」が立っている。前者にはアンモナイトの化石が飾られている玄武鬼の私室や世界中の武器を集めたコレクションルーム、そしてロックバードのコントロール施設があり、後者は宴の会場として使われている。
教会
エスカープ王国の教会。スカイキープ城と同じく空中に浮かんでいるが、3人の鬼によるサンドリアの荒廃に対しては空高く浮かんだまま一切の行動を起こさなかった。エスメラルダの戴冠式が行われる場所でもある。

## 登場メカニック

### コブラサイド
タートル号
「刺青の女編」でのコブラの台詞によれば「宇宙戦艦1隻分の費用がかかっている」という、コブラ専用の快速宇宙船であり本作の主役メカ。「地底の客」編によると、金鉱探しを趣味とするジンゴロウが製作者である。コブラが記憶を消していた間は、ヘドバ・シティー郊外にある彼自身の墓の下に隠されていた。「タートル」（海亀）の名前に反して銀河一の高速を誇る。反加速装置により減速なしで空中に急停止ができ、これによって相手の宇宙船に後ろを取られてもそのまま追い越しをさせて逆に後ろに回ることができる。これを用いて追いすがっていたスノウ・ゴリラ宇宙艇に追い抜かせて、後ろから攻撃するという離れ業を披露した。
攻撃用兵器として船体正面にはスーパーブラスターが装備されているほか、左右の側面にも複数ビーム砲が実装されている。「刺青の女編」でコブラがギルドのゲルファイター部隊を峡谷に誘い込んだ際には、タートル号を操縦しているレディが左右の崖に向け船体側面に配置されたビーム砲を照射、落石を発生させてこれを壊滅させた。防御では20-30分の間、シールド（バリア）を張ることが可能。着陸時に使用するランディングギアは、鳥の爪のような形をしている。
船内にはモニターが上についたグランドピアノ型の最新式コンピューターが設置され、データやコマンド入力を行うキーボード部分が文字通り鍵盤となっている。その上操作すれば実際に音が出るので、データ解析などに使うときはさながらピアノ演奏を行っているかのようである。ピアノの形をしているものの、コンピューターなので中に弦などは使われておらず、電子オルガンやエレクトーン、電子ピアノなどのキーボードの構造に近いとみられ、アニメでは弾いたときにこれらの電子楽器のような音が出る。また、コンピューターを使用して解析を行う場面では、コブラがクラシックの曲を演奏し、それに合わせて船内のイルミネーションパネルが光り輝くという演出がなされた。
TV版でのコブラの弁によれば、コンピューターのデータベースには魏志倭人伝からポルノ、果ては流行歌まであらゆる情報が登録されているとのことだが、「最終兵器」にまつわる火星古代史の第3章の情報は登録されていなかった。
また、操縦席にも入力端末があり、TV版ではコブラが見た情報をそこにあるモニターパネルで再生、これをもとに火星古代史第3章をレディが解読した（第12話）。
タートル号の制御システムには人工知能が組み込まれており、無人でもコブラからの信号に応じて駆けつけるなど自律航行が可能。また、「タイムドライブ」編ではコブラと会話をした。
下部の円筒はコンテナ（小型艇）で作戦に応じて様々な装備を納める。「海底の墓標」編では潜航艇として使用されたほか、「地獄の十字軍」編ではコンテナの自爆ボタンを入れてから切り離してミサイル代わりにした。なおコクピットは射出座席となっている。
「ザ・サイコガン」編では、コブラに命を救われたエンジニア達によって恩返し的に異次元潜行能力を付加された。
アニメ版ではデザインが異なっており、劇場版では円盤型の居住ブロックと台形型のエンジンブロックが繋がった形状をしており、内部に「ジュニア」と呼ばれる艦載機を搭載している。TV版のタートル号は通常時、機首の部分だけ突き出したデザインで首だけを出した亀のような形態をしている上に変形機構を有していた。この変形システムを劇中ではフォーメーションCと呼ぶ。CはABCの連番ではなく、COBRAのCと推測される。
フォーメーションCによるタートル形態からコブラ形態への変形プロセスは以下の通り。
1. 機首を右にスライドさせ、右側のブロックに連結する。
2. 左右のブロックのロックを解除し、機首を連結している右側ブロックを前方に、左側ブロックを後方にスライドさせ、一直線に伸ばす。
3. 上記のプロセスと並行して上部パネルの左右を折りたたみ、長方形の棒の形をした中央ブロックの側面にくっつけて変形完了。

タートル形態のときに中央ブロックをはさんでいる左右のブロックは多関節となっており、これによりコブラ形態時は船体を蛇のようにくねらせることが可能となっている。また、コンテナは中央ブロックに収納されている。このTV版タートル号は、DXコブラタートルとしてポピーより商品化された。玩具では船体をN字型に開いていき、一直線に伸ばす形で変形を実現している。
原作のタートル号も、「ザ・サイコガン」編以降デジタルカラー作品として本作が発表されるようになってからは従来のイメージを残しつつ、デザインがリニューアルされ3DCGでモデリングされている。TV版および映画版を完全収録したDVD-BOXはタートル号BOXと銘打たれ、このリニューアル版タートル号を模したフィギュアにDVDを収納できる仕様となっている。
このリニューアル版タートル号の上部には、コブラ科のヘビ（インドコブラなど）の背中に見られる斑紋を図柄化したマークが描かれている。
エアーバイク
空中を飛行可能なバイクで、車体カラーは赤。コブラが好んで使用する乗り物で、「刺青の女」編で初登場。以来数々のエピソードで登場する本作の準主役メカ。「6人の勇士」編や「地獄の十字軍」編では訳あってタートル号とは別行動することになったコブラが、宇宙服を着用した状態で宇宙空間を飛ぶ場面がある。ジャンプコミックス版ではタンク部に｢HONDA｣のロゴが入っていたが、デジタルカラーによる連載版以降は｢COBRA｣に変更されている。
TV版ではこれとは別に、地上走行時は普通のバイクと変わらない形状だが、空中を飛行する際には車輪が開いて飛行形態になるタイプも登場している。レディも時々このバイクに乗ることがある。
モグラ
「地底の客」編で登場する、削岩用マシン。ライフル星で鉱脈を探すためにジンゴロウが生前設計していたものだったが、劇中では彼の死後にこの星を訪れたコブラにより使用された。
岩山の洞窟内に格納庫があり、その場所を記憶させていたロボット・ハービィの案内でコブラはそこに隠されていたモグラを使用してギルドの地底基地に侵入した。
モグラとは採掘用マシンを指す言葉であり、ギルドが使用している採掘用マシン・モビル=ライダーもジンゴロウが生前残していたビデオレターにおいて彼がこの言葉で呼んでいるため、正式名称は不明。
ギルドのモビル=ライダーが削岩用ポッドといった感じのデザインに対し、こちらは地中艇といった趣のデザインになっており、コクピットは複座式。劇中でコブラがハービィにも操縦させていることから、どちらの操縦席からでも操縦可能な模様。前面には先がすぼまった形をしたロック・クラッシャーが2基、左右の側面にはモビル=ライダーと同型のロック・クラッシャーがそれぞれ2基で計6基のロック・クラッシャーが配置され、背面には強力なロケットエンジンが配置されている。前面側に配置されたこのロック・クラッシャーを高速回転させて地中を掘り進むことができる。武装はビーム砲発射口が前面側に配置されており、射程距離はモビル=ライダーよりも長い。
このマシンを使ってギルドの地底基地に潜入できたものの、地下坑内に配置された侵入者監視用のリフトから放たれたビーム砲により破壊された。

### 海賊ギルド
エアー・リフト
シド刑務所の保安隊が使用する、小型飛行兵器。武装は機銃とミサイル。不法侵入者や脱走者への追跡・攻撃目的で配備されている模様。劇中ではキャサリン救出のため刑務所内に潜入したコブラに対して使用されるも、その内の1機を奪われ、コブラとキャサリンの脱出手段となった。
ゲルファイター
「刺青の女」編で、クリスタル・ボーイ配下の部隊が使用していた戦闘機。コブラとボーイのシド宇宙港の戦い終盤では、ボーイが自ら操縦してコブラに襲い掛かった。戦闘機としては頑丈な構造で、劇中では銀河パトロールのパトカーを正面から弾き飛ばし、ボーイが使用した機体はコブラのパイソン77マグナムの銃弾を跳ね返している。
TV版では、曲面を多用したデザインに変更された。
ピラゲーター
スノウ・ゴリラで使用されている裏切り者の処刑用マシンで、侵入者対策のための「番犬」としての役割も果たす。ピラニアとアリゲーターを併せたような名前をしている。サイクロプスのように大きな目玉が付いた箱といったデザインで、処刑の対象を複数で取り囲み口を開けて襲い掛かる。標的となった人間は死体はおろか肉片すら残らないように捕食され、後には血痕のみが生々しく残る。スノウ・ゴリラに潜入していたドミニクの仲間はこれで処刑され、ドミニクも処刑されかけたがギルドの使者を装っていたコブラにより窮地を免れた。
サイドワインダー
「刺青の女」編後半で、サンドラ率いる「スノウ・ゴリラ」がコブラ達をルールジュ星から惑星ザドスまで追跡するのに使用した宇宙船。「最終兵器」のあるピラミッドを確認するや、用済みとなったコブラ達の乗るタートル号に攻撃をかけるも、タートル号に反加速装置で背後を取られてしまう。しかし、サンドラの命にて搭載していた戦車ブラックシープを出撃させて注意を引き、その隙にサンドラ自身はピラミッドに向かった。
ブラックシープ（戦車）
サイドワインダーに搭載されている戦車。火力や装甲の強力さもさることながら、地中に潜ることで奇襲攻撃を仕掛けてくる厄介な存在。惑星ザドス特有の鉄分を多く含む砂質の砂漠での戦いでは、地中に潜られるとレーダーによる探知が不可能となり、タートル号に大打撃を与えた。ところが、「最終兵器」を手にして現れたサンドラによって、「最終兵器」の進化のモデルにされた末、破壊された。ブラックシープとは原作者・寺沢武一による漫画製作スタジオの名前であり、その後のエピソードとなる「6人の勇士」編に登場する宇宙戦艦にもこの名が使用されている。
TV版ではこれに搭乗していたサンドラの部下2人は死亡したものの、破壊されておらずコブラ達が使用している。しかし最後は原作同様に「最終兵器」の進化のモデルにされ、コブラ達が脱出した後に地面に叩きつけられて壊れた。
モビル＝ライダー
「地底の客」編で、ギルドがライフル星でロド鉱石の採掘に使用していた削岩用ポッド。地中を掘り進めることから、モグラと呼ばれている。
ボールのような形をしており、ロック・クラッシャーと呼ばれるパラボラアンテナのような形をした削岩機が前面と背面に3基ずつ、計6基配置されている。武装はコクピット前面にある2門のビーム発射口。
削岩用マシンというだけあり、ロック・クラッシャーを高速回転させることで硬い岩場を走破できるが、砂漠などの砂地を渡るときはそのままの形態では走破できないため、玖珠（くすだま）を割るようにしてポッド下部から補助輪を出して渡る。
SS合金製のボディーは2000度までの高熱に耐えられるため、溶岩の中に放り出されてもしばらくの間は溶解しない。そのため、地底にあるロド麻薬精製工場のエネルギー炉の制御装置を破壊したコブラ達は、奪ったモビル＝ライダーで排気口に突っ込み、吹き上がったマグマの圧力を利用して脱出ボッド代わりとした。
バラクーダ
「海底の墓標」編で、海底要塞を築いたアイアンヘッド一味が使用していた魚型のロボットおよび水中用の乗り物。大人2人ぐらいを乗せられる大きさで、目の部分はサーチライトとなっており、武装は牙を持った口と、そこから放たれるミサイル。ロボットタイプはコンピューター制御がなされており、制御用プログラムの入ったカートリッジを取り外すと狂いだして無差別攻撃を始めてしまう。
乗り物として使用可能なタイプにはバイクのようなハンドルとブレーキが付いており、手動運転が可能。ドミニクを救出し、海底要塞を破壊したコブラの脱出手段となった。また、その後を追ってきたアイアンヘッドが使用していたバラクーダは、彼女の口笛で呼び出すことが可能となっている。
キングダム
4本足で歩行する重戦車。武装として機銃を装備し雪中への潜行も可能。潜行中は足を折り畳み、箱のような形態をとる。「サラマンダー（シドの女神）」編では、ネプチューラ星の北極地帯で指揮をとっていたヘルガ大佐率いるキングダム戦車隊として初登場。その後のエピソードである「6人の勇士」編ではギルド第7機甲師団のキングダム戦車大隊として再登場し、クリスタル・ボーイ率いるギルド親衛隊・ブラックシープに第2キングダム戦車連隊隊長・フォス中佐が傘下に下った際はその戦力として使用された。サラマンダー軍の戦力として使われていた機体には、X字型のクロスボーンの上に頭蓋骨がついたマーキングが施されていた。
「サラマンダー（シドの女神）」編でヘルガ大佐自らコブラ達を葬ろうとした際、全面が300mmのメタライトの重装甲でコブラのサイコガンを耐え抜くという驚異的なタフさを見せたが、サイコガンのビームによる高熱でコックピット内の温度を上昇させ、操縦しているヘルガを蒸し焼きにして死亡させることで辛くも勝利することができた。
TV版では車体の色はピンクで、デザインも角ばったものから球形のものに変更されている。
シドの女神
サラマンダーが宇宙支配のための最終手段として開発した巨大宇宙兵器。本来はエルラド教国前首長、サドロン・ジュドの発案した宇宙灯台だったが、サラマンダーがエルラド教会の実権を握るべくサドロンを暗殺して以降、ラシッド大司教等サラマンダーの送り込んだ者たちによってエルラド教会のある全ての惑星で合計20547機が建造、打ち上げられた。
本来灯台としての照明部である、女神の両手に持たれた球体は一万光年という長大な射程距離と水爆700個分の破壊力を有するレーザー砲となっており、一撃で艦隊・惑星規模の目標を殲滅可能な火力を有する。
頭部には自律思考能力を備えた高性能コンピューターが内蔵され、プログラムの入力が終了次第サラマンダー以外のいかなる束縛を受けない存在となる。サラマンダーは「我にしたがえ」という最終命令をプログラムするつもりだったが、寸前でコブラの指示を受けたミラール（旧TV版ではコブラ自身）が「コギト・エル・ゴスム」と入力したことにより全機が一斉に自我に目覚め、自分が自分であるために他の自分を消しに掛かり、最後の1機になるまで互いをレーザーで破壊し合った。残った1機はサラマンダーの地球攻撃命令を受けるが、目覚めた自我と他人からの命令の板挟みに耐え切れず自爆した。
ヘルキャット
海賊ギルドの戦闘機で、逆三角形型（正四面体）の形状をしている。元々はTV版のオリジナルメカだが、その後原作でも「黄金の扉」編から登場した。後のエピソード「6人の勇士」編ではブラックシープに配備されている。機動力と空戦能力に秀でているため、ブラックシープの尖兵としてゴクウの村を襲撃したほか、ドブスンの元へ向かうタートル号の追跡に投入される。火炎林2度目の戦いでは、真っ先にコブラ達「6人の勇士」を迎え撃った。
トマホーク
ギルド第7機甲師団で使用されている、巻貝の殻のような装甲でタイヤ部分が覆われた一輪バイク。というより、殻のような装甲を施された巨大なタイヤという感じのデザインである。座席はタイヤの後ろ側にあり、トマホーク装甲車大隊の隊長・アーシュラ中佐はバイザー（風防）を使用しないで搭乗しているが、一般兵はバイザーを閉じた状態で搭乗している。装甲車という分類上、キングダムに比べて装甲・火力は劣るが機動性に関してはこちらの方が断然上。初登場時はキングダムをジャンプして追い越しており、アーシュラ曰く「キングダム隊はノロマ」とのこと。
アーシュラが使用している車体には第7機甲師団を示す牙のついた頭蓋骨のマーキングが施されている。
重装歩兵
ギルド第7機甲師団で使用されている、1人乗りのロボット兵器。飛行して移動し、戦闘時には人間と同型の両手に持った銃で攻撃する。火炎林2度目の戦いにて、フォス中佐率いるキングダム第2戦車連隊がコブラ達を迎え撃つのにキングダム共々投入された。
この重装歩兵自体は比較的ポピュラーな兵器なのか、「ザ・サイコガン」編や「ブルーローズ」編では銀河パトロール所属のものが登場。
ブラックシープ
ギルド親衛隊の旗艦。クリスタル・ボーイ率いる海賊ギルド親衛隊の名を冠する宇宙戦艦（バトル・シップ）。巻貝やアンモナイトなどの貝殻を超巨大にしたようなデザインをしており、艦底のキャタピラで地上走行も可能。
艦内はいくつものセクションに分かれており、全てがチューブによって繋がっている。
管理センターでは、いくつものモニターと目がケーブルによって直結しているレーダーマンによってどんな細かい変化も把握され、艦内の兵士達に注意を呼びかけている。
船体の正面側の中央部あたりに窓がある。そこに管制室があり、ブリッジ（艦橋）としても使用されている模様。また、船体正面側のキャタピラ部の上にも周囲を展望できる窓があり、ゴクウの村を襲撃した時に地上を走行する際にはここでボーイが指揮を執っていた。
コブラとボーイが最終決戦を行ったレベル5のセクションは、船体の正面から見て右側面中央部の渦巻きの真中に位置する部分であり、台座の設置された大きな丸型の窓から外を展望できる。
レベル5の入り口には左右対称に海賊ギルド親衛隊の紋章であるブラックシープが配され、水路を通じてコブラがここに来たときには、レディそっくりの姿になったアーシュラがここで待ち伏せしていた。
ダスト星に不時着し、ブラック・ストーンとシルバー・ストーンが合わさったことによる影響を受けた際には、巨大なデンデン虫のような姿に変化した。
次元潜行艦
クリフ・ボールド伯爵（ジプシードッグ）に雇われたダック人のエンジニア、ダック、プーシン、カイ、ミゲルが作り上げた艦。潜水艦をそのまま巨大にしたような外観。敵が迫っている状態でも異次元空間に潜行してワープすることで、素早く脱出することが可能。また、壁等に囲まれていて物理的に入ることが不可能な場所に対しても、異次元空間からその場所の内部に実体化することで侵入可能。武装としてビーム砲多数を装備しており、切り札として強力な火力を持つサンダーボルト砲を有する。
ボールド伯爵は次元潜行艦の1番艦を使い、2番艦は彼の部下が艦長を務めている。また、ボールド伯爵に指示を出していたレッドボーンの元でも同型艦が多数建造されて艦隊を構成し、レッドボーン自らが座乗する巨大戦艦はデザインこそ次元潜行艦とは大きく異なるものの、同様の機能を有している。

### その他
エアカー
空中を飛行可能な車で、SF作品では一般的な移動手段であり、本作でも登場。コブラも第1話でハイウェイを、「黄金の扉」編序盤で金星の道路を走るのに使っている。これらの車はオープンカー。
「シドの女神（サラマンダー）」編では暴走族やそれを取り締まる警官のドーベルのパトカーなどの車も登場している。「シドの女神」編でコブラ達が使用した車や、「黄金の扉」編前半のタクシー等、宇宙空間を走行可能な車も登場しており、コブラ自身も「神の瞳」編にてマダム・ドローレの館を出入りするのに使っている。こちらの車は屋根のあるクローズド・タイプで、外観はS130型フェアレディZに酷似している。
なお、「死の商人」編のトレーラーのように全く飛行するシーンのない車も劇中登場する。
岩盤溶解機
「刺青の女」編で登場する、採掘用マシン。前方に配置された2基のバーナーによる強力な熱で岩盤を溶解し、地下を掘り進むことができる。レーザー砲による狙撃から逃れようと、コブラが逃げ込んだ先の廃坑にいた老人が金を採掘するのに使用していた。廃坑は行き止まりで逃げ場を失ったコブラだったが、「レーザー光線は歪んだ大気の中を直進できない」という弱点に気付き、これを使用して周囲の空気を歪めることでレーザーを曲折させ、窮地を逃れることができた。
サンド・ルーク
「ソード人の秘密」編で登場する、全長3千メートルに及ぶ巨大な陸上船。ソード人にとっての「動く城」であり、その巨大さから船自体が一つの国家とも表される。長きに渡ってソード人は獲物を求めてあてのない放浪を続けていた。地中へ潜行する機能と自衛用の武装が施されているが、バベル王が王座に就いてからは人間を襲う私掠船と化した。
ファイアーバード
「ラグ・ボール」編で登場する、銀河パトロールの中型宇宙船。海賊ギルドの一員にしてロド麻薬密売に関わるランドを逮捕するためにラル星の上空軌道上に赴くも、ランドのいるランド競技場が治外法権で、確かな証拠が無い限り手出しは不可能だった。しかし、コブラが機転を利かせてドミニクにロド麻薬密売の情報を収めたマイクロフィルムを渡し、ドミニクがマイクロフィルムのデータを電送したので、試合終了後にファイアーバードは堂々とランドの元へ乗り込み、彼を逮捕した。名前の由来はポンティアック・ファイアーバードから。
ジゴル
「黒竜王」編に登場。全長600kmにも及ぶ巨大なクジラあるいはサメの様な形状で、スター・シード農園を食い荒らすゲイターを退治するために古代のエルボ人が造った捕鯨船。シリーズに登場する宇宙船では最大級の大きさで、農園を荒らすものは何でも飲み込んでしまう。エルボ人は既に滅びたが、ジゴル自体は半永久的な動力で獲物を求め続けている。体壁はいかなる信号も通さず、内部から救援を求めることは不可能である。全長の半分にあたる300kmは胃で構成されるが現在では「消化液」は枯れており、内部にはスタマックス（胃の英名より）と呼ばれる一種の国を形成している。ゲイターと一緒に飲み込まれた人々とその子孫、およそ30万人以上が生活している。作中にはその中で最大の都市とされる「エルラソ」が登場する。ジゴルが見境なく宇宙船を飲み込んだため、都市は雑多な人種が入り乱れる。スター・シードも飲み込まれるので食糧には困らない。「竜の道」と呼ばれる唯一の出口があるとされるが、それを知っているのは支配者である「黒竜王」のみである。
スタマックスは王である「黒竜王」とその下僕「竜の一族」に支配されているが、実際は「竜の一族」も「黒竜王」によって恐怖で支配されているに過ぎない。「竜の道」とはいわばジゴルの腸であり、「黒竜王」は胃の幽門を閉ざして城を建造していた。
エレファント
ヘル・クルセイダースで使用される主力兵器。名前の通り、ゾウのような外見をしている。一人乗りの飛行兵器で、象の鼻の形をした105mm砲を主砲としている他、機銃や爆雷を装備している。このエレファントを乗りこなせることが、ヘル・クルセイダース入隊の絶対条件である。操縦自体は1人で十分だが、もう1人や2人位なら一緒に乗せることが可能。
「コブラ・ザ・アーケード」では、海賊ギルドの兵器として登場。
デス・クロッサー
ヘル・クルセイダース本部突撃隊「クロス・エンジェルス」が主に使用する、十字架の姿をした一人乗りの飛行兵器。エレファントに比べて小型な上、瞬間加速装置を装備しているため機動力はエレファントとは段違いである。
ムーンフォーカット
ヘル・クルセイダースの本部母船。ゴールドマン総統や本部突撃隊「クロス・エンジェルス」が乗船する、移動可能な巨大基地。巨大な十字架の姿をしており、月夜に姿を見せると月（ムーン）が4つに（フォー）割れる（カット）ように見える。船内には人間の感覚を遮断して外部からの刺激を絶つことで、自我を消して従順化させる装置があるが、コブラには通用しなかった。
サンドウルフ
メドゥサ族が砂漠地帯で使用している潜水艦。イメージ的には砂漠を浮上・潜行可能な潜水艦。砂の中で使用可能な魚雷が主武装。現実のディーゼル潜水艦と同様に燃料補給が欠かせないが、給油基地はメドゥサ族にとっての重要拠点であり、外部の人間に目撃されたときは抹殺するのが普通。
潜水艦
「ギャラクシーナイツ」編にてコブラ達がシバ城へ移動するための手段として現地調達した潜水艦。カオス人の奴隷商人ザールの館の地下に停泊していたので、本来はカオス軍で使用されている潜水艦と推測される。ただし、劇中でカオス人が同型の潜水艦を使うシーンはない。
パトロール船
「ブルーローズ」編冒頭でパトロール任務中のシークレットが操縦していた、銀河パトロールの小型パトロール船。武装はガトリング砲が1基。パイロットが船内に乗り込むのではなく、宇宙服を身に着けた状態で船外の操縦席にうつ伏せの状態で乗って操縦する。
コブラのメカデザインにおいてはシド・ミード（工業デザイナー）の影響が大きく、シド・ミード作品画集『SENTINEL』からのデザイン流用と思しきメカやインテリア、アイテム等が多数見受けられる。

## 書誌情報
特記のない限り、全て著者は寺沢武一。

### 単行本
- 『コブラ』 集英社〈ジャンプ・コミックス〉、全18巻
  1. 「復活！ コブラの巻」1979年8月15日発行、ISBN 4-08-851031-3
  2. 「イレズミの女の巻」1979年11月15日発行、ISBN 4-08-851032-1
  3. 「最終兵器の秘密の巻」1980年3月15日発行、ISBN 4-08-851033-X
  4. 「雷電の惑星の巻」1980年7月15日発行、ISBN 4-08-851034-8
  5. 「ラグ・ボールの巻」1980年9月15日発行、ISBN 4-08-851035-6
  6. 「海底の墓標の巻」1980年11月15日発行、ISBN 4-08-851036-4
  7. 「暗黒街の友の巻」1981年2月15日発行、ISBN 4-08-851037-2
  8. 「シドの女神の巻」1981年5月15日発行、ISBN 4-08-851038-0
  9. 「黒竜王の巻」1981年9月15日発行、ISBN 4-08-851039-9
  10. 「異次元レースの巻」1982年7月15日発行、ISBN 4-08-851040-2
  11. 「黄金の扉の巻」1982年9月15日発行、ISBN 4-08-851041-0
  12. 「神の瞳の巻」1982年12月15日発行、ISBN 4-08-851042-9
  13. 「マンドラドの巻」1983年7月5日発行、ISBN 4-08-851043-7
  14. 「六人の勇士の巻」1983年11月15日発行、ISBN 4-08-851044-5
  15. 「その名はミスティーの巻」1984年3月15日発行、ISBN 4-08-851045-3
  16. 「闇と光の対決の巻」1984年11月15日発行、ISBN 4-08-851046-1
  17. 「地獄の十字軍の巻」1985年6月15日発行、ISBN 4-08-851047-X
  18. 「ブラック・ソード・ゼロの巻」1985年8月15日発行、ISBN 4-08-851048-8
- 『コブラ 聖なる騎士伝説』 集英社〈JCデラックス〉、1988年12月11日発行、ISBN 4-08-858251-9

### 単行本（再録）
- 『コブラ』 集英社〈JCデラックス〉、全10巻
  1. 1988年2月発行、ISBN 4-08-858201-2
  2. 1988年3月発行、ISBN 4-08-858202-0
  3. 1988年4月発行、ISBN 4-08-858203-9
  4. 1988年5月発行、ISBN 4-08-858204-7
  5. 1988年6月発行、ISBN 4-08-858205-5
  6. 1988年7月発行、ISBN 4-08-858206-3
  7. 1988年8月発行、ISBN 4-08-858207-1
  8. 1988年9月発行、ISBN 4-08-858208-X
  9. 1988年10月発行、ISBN 4-08-858209-8
  10. 1988年11月発行、ISBN 4-08-858210-1

### 愛蔵版
- 『SPACE ADVENTURE COBRA』 創美社〈創美社コミックス〉、全12巻
  1. 1994年3月発行、ISBN 4-420-22004-X
  2. 1994年4月発行、ISBN 4-420-22006-6
  3. 1994年5月発行、ISBN 4-420-22008-2
  4. 1994年6月発行、ISBN 4-420-22010-4
  5. 1994年7月発行、ISBN 4-420-22013-9
  6. 1994年8月発行、ISBN 4-420-22015-5
  7. 1994年9月発行、ISBN 4-420-22016-3
  8. 1994年10月発行、ISBN 4-420-22017-1
  9. 1994年11月発行、ISBN 4-420-22018-X
  10. 1994年12月発行、ISBN 4-420-22019-8
  11. 1995年1月発行、ISBN 4-420-22020-1
  12. 1995年2月発行、ISBN 4-420-22021-X

### フルカラー・フルCGコミック
- 『SPACE ADVENTURE COBRA』 集英社〈JCデラックス〉 、全11巻
  1. 「ザ・サイコガン 前編」1995年7月発行、ISBN 4-08-858291-8
  2. 「ザ・サイコガン 後編」1995年11月発行、ISBN 4-08-858292-6
  3. 「マンドラドの伝説」1996年3月発行、ISBN 4-08-858293-4
  4. 「ギャラクシー・ナイツ」1996年9月発行、ISBN 4-08-858294-2
  5. 「雷電の惑星」1997年1月発行、ISBN 4-08-858295-0
  6. 「タイム・ドライブ」1997年5月発行、ISBN 4-08-858296-9
  7. 「戦場にて」1997年12月発行、ISBN 4-08-858297-7
  8. 「ブルーローズ」1998年5月発行、ISBN 4-08-859021-X
  9. 「ソード人の秘密」1999年3月発行、ISBN 4-08-859062-7
  10. 「黄金の扉」2001年4月発行、ISBN 4-08-859180-1
  11. 「マジックドール 前編」2004年発行、ISBN 4-08-859288-3
    - 「マジックドール 後編」はJCデラックス版（集英社）では刊行されず、後にMFコミックス版（KADOKAWA）で前後編2冊が刊行された。
- 『COBRA THE SPACE PIRATE』 KADOKAWA〈MFコミックス〉 、全8巻
  1. 「マジックドール 前編」2006年2月23日発売[7]、ISBN 4-04-068254-8
  2. 「黒竜王」2006年3月23日発売[8]、ISBN 4-8401-1371-8
  3. 「マジックドール 後編」2006年9月22日発売[9]、ISBN 4-04-068255-6
  4. 「ラグボール」2007年10月23日発売[10]、ISBN 978-4-8401-1967-2
  5. 「ザ・サイコガン 前編」2008年5月23日発売[11]、ISBN 978-4-8401-2224-5
  6. 「ザ・サイコガン 後編」2008年5月23日発売[12]、ISBN 978-4-8401-2225-2
  7. 「神の瞳」2008年8月23日発売[13]、ISBN 978-4-8401-2255-9
  8. 「タイムドライブ」2008年11月7日発売[14]、ISBN 978-4-8401-2286-3

### 文庫版
- 『SPACE ADVENTURE COBRA』 集英社〈集英社文庫〉、全12巻
  1. 2000年3月発行、ISBN 4-08-617541-X
  2. 2000年3月発行、ISBN 4-08-617542-8
  3. 2000年5月発行、ISBN 4-08-617543-6
  4. 2000年5月発行、ISBN 4-08-617544-4
  5. 2000年6月発行、ISBN 4-08-617545-2
  6. 2000年6月発行、ISBN 4-08-617546-0
  7. 2000年7月発行、ISBN 4-08-617547-9
  8. 2000年7月発行、ISBN 4-08-617548-7
  9. 2000年8月発行、ISBN 4-08-617549-5
  10. 2000年8月発行、ISBN 4-08-617550-9
  11. 2000年9月発行、ISBN 4-08-617551-7
  12. 2000年9月発行、ISBN 4-08-617552-5

### 完全版
- 『COBRA THE SPACE PIRATE』 KADOKAWA〈MFコミックス〉、全12巻
  1. 「コブラ復活」2005年8月23日発売[15]、ISBN 4-04-068586-5
  2. 「イレズミの三姉妹」2005年8月23日発売[16]、ISBN 4-04-068925-9
  3. 「ラグ・ボール」2005年9月22日発売[17]、ISBN 4-04-068926-7
  4. 「二人の軍曹」2005年10月22日発売[18]、ISBN 4-04-068252-1
  5. 「シドの女神」2005年11月22日発売[19]、ISBN 4-04-066046-3
  6. 「異次元レース」2005年12月22日発売[20]、ISBN 4-04-066047-1
  7. 「黄金の扉」2006年1月23日発売[21]、ISBN 4-04-066052-8
  8. 「神の瞳」2006年2月23発売[22]、ISBN 4-04-066069-2
  9. 「六人の勇士」2006年3月23日発売[23]、ISBN 4-04-066086-2
  10. 「地獄の十字軍 前編」2006年4月22日発売[24]、ISBN 4-04-066045-5
  11. 「地獄の十字軍 後編」2006年5月23日発売[25]、ISBN 4-04-066087-0
  12. 「聖なる騎士伝説」2006年6月23日発売[26]、ISBN 4-04-066044-7

### 廉価版
- 『COBRA THE SPACE PIRATE』 KADOKAWA〈MFコミックス〉、全16巻
  1. 「コブラ復活」2008年5月23日発売[27]、ISBN 978-4-8401-2222-1
    - アンコール刊行（2014年10月25日発売[28]）、ISBN 978-4-04-067214-4

  2. 「イレズミの三姉妹」2008年5月23日発売[29]、ISBN 978-4-8401-2223-8
    - アンコール刊行（2014年11月8日発売[30]）、ISBN 978-4-04-067215-1

  3. 「ラグ・ボール」2008年6月7日発売[31]、ISBN 978-4-8401-2230-6
    - アンコール刊行（2014年11月20日発売[32]）、ISBN 978-4-04-067216-8

  4. 「二人の軍曹」2008年6月23日発売[33]、ISBN 978-4-8401-2231-3
    - アンコール刊行（2014年12月13日発売[34]）、ISBN 978-4-04-067218-2

  5. 「シドの女神」2008年7月7日発売[35]、ISBN 978-4-8401-2241-2
    - アンコール刊行（2014年12月27日発売[36]）、ISBN 978-4-04-067231-1

  6. 「異次元レース」2008年7月23日発売[37]、ISBN 978-4-8401-2242-9
    - アンコール刊行（2015年1月10日発売[38]）、ISBN 978-4-04-067240-3

  7. 「黄金の扉」2008年8月7日発売[39]、ISBN 978-4-8401-2251-1
    - アンコール刊行（2015年1月24日発売[40]）、ISBN 978-4-04-067251-9

  8. 「神の瞳」2008年8月23日発売[41]、ISBN 978-4-8401-2252-8
    - アンコール刊行（2015年2月14日発売[42]）、ISBN 978-4-04-067256-4

  9. 「六人の勇士」2008年5月23日発売[43]、ISBN 978-4-8401-2260-3
    - アンコール刊行（2015年2月28日発売[44]）、ISBN 978-4-04-067276-2

  10. 「地獄の十字軍 前編」2008年9月22日発売[45]、ISBN 978-4-8401-2261-0
    - アンコール刊行（2015年3月14日発売[46]）、ISBN 978-4-04-067279-3

  11. 「地獄の十字軍 後編」2008年10月7日発売[47]、ISBN 978-4-8401-2275-7
    - アンコール刊行（2015年3月28日発売[48]）、ISBN 978-4-04-067509-1

  12. 「聖なる騎士伝説」2008年10月23日発売[49]、ISBN 978-4-8401-2276-4
    - アンコール刊行（2015年4月11日発売[50]）、ISBN 978-4-04-067510-7

  13. 「タイム・ドライブ」2008年11月7日発売[51]、ISBN 978-4-8401-2286-3
    - アンコール刊行（2015年4月25日発売[52]）、ISBN 978-4-04-067516-9

  14. 「ギャラクシー・ナイツ」2008年11月22日発売[53]、ISBN 978-4-8401-2287-0
    - アンコール刊行（2015年5月9日発売[54]）、ISBN 978-4-04-067520-6

  15. 「ザ・サイコガン」2009年4月6日発売[55]、ISBN 978-4-8401-2564-2
    - アンコール刊行（2015年5月23日発売[56]）、ISBN 978-4-04-067526-8

  16. 「マジックドール」2009年7月7日発売[57]、ISBN 978-4-8401-2583-3
    - アンコール刊行（2015年6月13日発売[58]）、ISBN 978-4-04-067536-7
- 『COBRA THE SPACE PIRATE』 KADOKAWA〈MFコミックス〉、全8巻
  1. 「コブラ復活 イレズミの三姉妹」2018年7月13日発売[59]、ISBN 978-4-04-065083-8
  2. 「ラグ・ボール 二人の軍曹」2018年7月27日発売[60]、ISBN 978-4-04-065084-5
  3. 「シドの女神 異次元レース」2018年8月10日発売[61]、ISBN 978-4-04-065085-2
  4. 「黄金の扉 神の瞳」2018年8月24日発売[62]、ISBN 978-4-04-065086-9
  5. 「六人の勇士 地獄の十字軍 前編」2018年9月14日発売[63]、ISBN 978-4-04-065204-7
  6. 「地獄の十字軍 後編 聖なる騎士伝説」2018年9月28日発売[64]、ISBN 978-4-04-065205-4
  7. 「タイム・ドライブ ギャラクシー・ナイツ」2018年10月11日発売[65]、ISBN 978-4-04-065206-1
  8. 「ザ・サイコガン マジックドール」2018年10月25日発売[66]、ISBN 978-4-04-065207-8

### イラスト集など
- 『COBRA WONDER ―Concept design arts of Cobra world』 創美社、1997年7月発行、ISBN 4-420-22031-7
  - イラスト・データ集、その他の単行本には未収録であるサイドストーリー2編「魔法の船」「バラ」もオールカラーで収録。
- 『ARTWORKS OF COBRA』 玄光社、2019年8月31日発売[67]、ISBN 978-4-7683-1228-5

## アニメ
映画版が『コブラ SPACE ADVENTURE』として1982年7月3日に東宝洋画系で公開され、その後TV版が同年10月7日から1983年5月19日まで『スペースコブラ』としてフジテレビ系で全31話が放送された。コブラの声優は映画版が松崎しげる、TV版が野沢那智となっている。
その後、2008年よりコブラ生誕30周年を記念して新作アニメ作品『COBRA THE ANIMATION』としてOVAとTVシリーズで製作。コブラの声優はOVA版が野沢那智、TVシリーズが内田直哉となっている。

## ゲーム

### 単独作品
- 1982年 『スペースコブラ ザ・サイコガン』（LCDゲーム ポピー）
  - 縦3マス×横3マスのタートル号の原子炉内で、エネルギーパイプからエネルギーを吸収してしまう宇宙生物マーメイドをサイコガンで撃ち倒していく。撃ち漏らしたマーメイドは不死身の巨大マーメイドに成長し襲いかかってくる。後年に『ルパン三世 暗闇の城』（1983年）としてキャラを置き換えた同様のシステムで発売された。
- 1982年 『スペースコブラ プロフェッショナル』（LCDゲーム ポピー）
  - 横二画面液晶表示を採用し、ファーストパーソンと横スクロールの2種類のシューティングゲームが楽しめる。本体は上下2枚の蓋の中に折り畳んで収納できるようになっており、プレイする時は蓋を開くと本体が手前に起き上がるフリップアップシステムを採用。後年に『ゴルゴ13 シークレットキラー』（1983年）としてキャラを置き換えた同様のシステムで発売された。
- 1987年 『Cobra』（Amstrad CPC Loriciels）
- 1987年 『Cobra II』（Atari ST Loriciels）
- 1989年 『コブラ 黒竜王の伝説』（PCエンジン CD-ROM2 ハドソン）
  - アドベンチャーゲーム。ストーリーは原作の黒竜王のエピソードをアレンジ。コブラの声優は山田康雄で、後述の『コブラII』も担当。
- 1991年 『コブラII 伝説の男』（PCエンジン CD-ROM2 ハドソン）
  - アドベンチャーゲーム。原作の刺青三姉妹のエピソードを下敷きにしたオリジナルストーリー。
  - 2008年5月、携帯アプリでリメイク（ボイスは無し）。
- 1996年 『コブラ・ザ・シューティング』（プレイステーション タカラ）
  - FPS。ストーリーは「ザ・サイコガン」。コブラの声優は屋良有作。
- 1998年 『コブラ ザ・サイコガン』（プレイステーション ソニー・コンピュータエンタテインメント）
  - プレイステーションコミック第1弾。着色された取り込みCGを使用しコマごとに吹き出しや演出が表示される音声付コミック。Vol.1、VoL.2の2つが発売されている。
- 1999年 『コブラ ギャラクシーナイツ』（プレイステーション ソニー・コンピュータエンタテインメント）
  - プレイステーションコミック第5弾。コブラの声優は野沢那智。
- 2001年 『魂打〜タイピング・ザ・サイコガン』（Win & Macハイブリッド SSIトリスター 開発：スティング）
  - タイピングソフト。ストーリーは「ザ・サイコガン」。2004年に廉価版発売。
- 2005年 『コブラ・ザ・アーケード』（アーケードゲーム ナムコ）
  - タイムクライシスの派生作品でオリジナルストーリー。登場キャラクターの配役はTV版『スペースコブラ』に準拠しているが、これに登場しないキャラクターは、今作オリジナルの配役となっている。
- 2012年 『COBRA the DUEL─コブラ─』（Mobage ダーツライブゲームズ）
- 2025年 『Space Adventure Cobra – The Awakening』（Nintendo Switch/PlayStation 5/Xbox Series X/S/PC他 Microids（英語版））
  - 横スクロールアクションゲーム。TV版『スペースコブラ』を原作とする[68]。

### 客演作品
参戦作品の1つとして登場。年数は参戦時のもの。
- 2006年 『ジャンプアルティメットスターズ』（ニンテンドーDS 任天堂）
- 2018年 『週刊少年ジャンプ オレコレクション!』（iOS・Android ドリコム）
- 2018年 『ジャンプチ ヒーローズ』（iOS・Android ワンダープラネット）
- 2018年 『週刊少年ジャンプ 実況ジャンジャンスタジアム』（iOS・Android コナミデジタルエンタテインメント）

## パチンコ・パチスロ
パチンコ
- CRコブラ（2003年、ニューギン）
- CRコブラ〜終わりなき劇闘〜（2008年、ニューギン）
- CRコブラ3〜新たなる出発〜（2012年、エキサイト）
- CRコブラ THE ドラム（2014年、ニューギン）
- CRコブラ4〜追憶のシンフォニア〜（2017年、ニューギン）

パチスロ
- コブラII（1996年、オリンピア）
- COBRA -THE SLOT-（2009年、藤商事）
- パチスロコブラ（2015年、SNKプレイモア）

## アプリ
- スペースコブラ(アニメ版)（2011年3月10日、アニメコミック）

他に、ゲーム（前述）の「COBRA the DUEL─コブラ─」や、きせかえツールといったウィジェットが携帯電話の端末の利用者に提供されている。

## タイアップ等
- 2007年9月より、蒲郡競艇の開催日告知ポスターに起用されている。

## 実写映画
日本の漫画文化に深い理解を示すフランス人プロデューサーが、『コブラ』を「大きな映画」として実現させる構想を2004年頃より打診。フランスに多いコブラフリークの一人、アレクサンドル・アジャ監督とハリウッドでの実写映画化が企画され、2010年には正式に映画化権が取得された。
2011年から参加する仏Onyx Filmsで制作されたコブラのイメージ・イラストが、同年5月に米『バラエティ』誌の表紙となり、その年の10月には監督のアジャと寺沢の間でハリウッド映画化に向けたコンセプトが話し合われた。
2014年、企画は進行中でありながら映画化への道のりは困難とも伝えられる。
グレゴリー・ルヴァスールと脚本を共同執筆するアジャは「（原作に忠実に描くには）1億5000万ドル（150億円）以上かかる」「ハリウッドの大スターとの製作だけが、唯一それを可能にする」とCinemablendに語った。
アニメを見て育ったアジャにとって「夢のプロジェクト」だった『コブラ』の映画化に、もはや取り組んでいないことが2018年3月に明らかにされた。ハリウッドではライオンズゲートで製作は進められたものの、1億3000万ドルにのぼる高額な費用が足枷となった。
2019年のインタビューでアジャは、（マーベル作品のようなアメコミほどの）知名度のなさと製作費がネックになっていることを認めた上で、『コブラ』は「最も素晴らしいスペース・アドベンチャー・シリーズ」であり、いつかは「取り掛かりたい」「どうにか製作に漕ぎ着けようと頑張っている」と述べた。